# Dominik Livaković
Dominik Livaković (* 9. ledna 1995 Zadar) je chorvatský profesionální fotbalový brankář, který chytá za turecký klub Fenerbahçe SK a za chorvatský národní tým. S ním získal i stříbrnou medaili na mistrovství světa v roce 2018.

## Úspěchy

### Individuální
- Sestava sezóny Evropské ligy UEFA – 2020/21[1]